# Eerste klasse 1919-20 (voetbal België)
Het seizoen 1919/20 van de Belgische Eerste Klasse begon in de zomer van 1919 en eindigde in de lente van 1920. Het was het twintigste officieel seizoen van de hoogste Belgische voetbalklasse. De officiële benaming destijds was Division d'Honneur of Eere Afdeeling. Nadat vijf jaar geen officiële competitie had plaatsgevonden, was dit het eerste kampioenschap dat georganiseerd werd na de Eerste Wereldoorlog.
FC Brugeois werd voor de eerste maal landskampioen. De club was voor de oorlog al vijf maal gestrand op een tweede plaats of in een beslissingswedstrijd, maar behaalde nu eindelijk zijn eerste titel. Het zou meer dan een halve eeuw duren eer de club zijn volgende landstitel zou halen.

## Gepromoveerde teams
Deze teams waren gepromoveerd uit de Tweede Klasse voor de start van het seizoen:
- Uccle Sport
- RC Malines

## Degraderende teams
Geen enkel team degradeerde na het eind van het seizoen. Er zou ook geen enkele club promoveren uit de Tweede Klasse, zodat de reeksen het volgende seizoen uit dezelfde clubs zouden bestaan.

## Clubs
Volgende twaalf clubs speelden in 1919/20 in Eerste Klasse. De nummers komen overeen met de plaats in de eindrangschikking:
| # kaart | Stam- nummer | Club                     | Plaats              | Stadion                                                 | # seiz. 1e klasse |
| ------- | ------------ | ------------------------ | ------------------- | ------------------------------------------------------- | ----------------- |
| 1       | 3            | FC Brugeois              | Brugge              | De Klokke                                               | 18e               |
| 2       | 10           | Union Saint-Gilloise     | Vorst               | Dudenpark (nr 7 op kaartje)                             | 14e               |
| 3       | 2            | Daring Club de Bruxelles | Sint-Jans-Molenbeek | diverse locaties                                        | 12e               |
| 4       | 1            | Antwerp FC               | Antwerpen           | terrein aan de Broodstraat op het Kiel                  | 19e               |
| 5       | 13           | Beerschot AC             | Antwerpen           | Olympisch Stadion                                       | 14e               |
| 6       | 24           | RC Malines               | Mechelen            | terrein aan het Rode Kruisplein                         | 3e                |
| 7       | 11           | RC de Gand               | Gent                | Emanuel Hielstadion                                     | 6e                |
| 8       | 12           | CS Brugeois              | Brugge              | terrein kruispunt Gistelsesteenweg en Torhoutsesteenweg | 16e               |
| 9       | 8            | CS Verviétois            | Verviers            | ?                                                       | 10e               |
| 10      | 15           | Uccle Sport              | Ukkel               | terrein aan de Ruisbroeksesteenweg ?                    | 1e                |
| 11      | 7            | ARA La Gantoise          | Gent                | terrein aan de Albertlaan                               | 2e                |
| 12      | 6            | Racing Club de Bruxelles | Ukkel               | Stade du Vivier d'Oie (nr 10 op kaartje)                | 20e               |

## Eindstand
|   |    |                          | P  | W  | G | V  | +  | -  | DS  | Ptn |
| - | -- | ------------------------ | -- | -- | - | -- | -- | -- | --- | --- |
| K | 1  | FC Brugeois              | 22 | 15 | 4 | 3  | 61 | 27 | 34  | 34  |
|   | 2  | Union Saint-Gilloise     | 22 | 14 | 4 | 4  | 71 | 22 | 49  | 32  |
|   | 3  | Daring Club de Bruxelles | 22 | 13 | 5 | 4  | 45 | 28 | 17  | 31  |
|   | 4  | Antwerp FC               | 22 | 11 | 5 | 6  | 52 | 35 | 17  | 27  |
|   | 5  | Beerschot AC             | 22 | 11 | 3 | 8  | 44 | 35 | 9   | 25  |
|   | 6  | RC Malines               | 22 | 10 | 4 | 8  | 37 | 40 | -3  | 24  |
|   | 7  | RC de Gand               | 22 | 9  | 4 | 9  | 34 | 45 | -11 | 22  |
|   | 8  | CS Brugeois              | 22 | 7  | 5 | 10 | 38 | 38 | 0   | 19  |
|   | 9  | CS Verviétois            | 22 | 6  | 4 | 12 | 40 | 64 | -24 | 16  |
|   | 10 | Uccle Sport              | 22 | 4  | 5 | 13 | 28 | 58 | -30 | 13  |
|   | 11 | ARA La Gantoise          | 22 | 4  | 4 | 14 | 28 | 67 | -39 | 12  |
|   | 12 | Racing Club de Bruxelles | 22 | 3  | 3 | 16 | 40 | 59 | -19 | 9   |

P: wedstrijden gespeeld, W: wedstrijden gewonnen, G: gelijke spelen, V: wedstrijden verloren, +: gescoorde doelpunten, -: doelpunten tegen, DS: doelsaldo, Ptn: totaal punten
K: kampioen, D: degradatie

## Topscorers
| Scorer             | Goals | Team                     | Land     |
| ------------------ | ----- | ------------------------ | -------- |
| Honoré Vlamynck    | 26    | Daring Club de Bruxelles | België   |
| Robert Coppée      | 23    | Union Saint-Gilloise     | België   |
| Felix Balyu        | 23    | FC Brugeois              | België   |
| Leon Vandevoorde   | 22    | FC Brugeois              | België   |
| François Verhoeven | 20    | Uccle Sport              | België   |
| Matthieu Bragard   | 19    | CS Verviétois            | België   |
| Ferdinand Wertz    | 17    | Antwerp FC               | België   |
| Maurice Bunyan     | 17    | Racing Club de Bruxelles | Engeland |
| Henri Larnoe       | 15    | Beerschot AC             | België   |
| Achille Meyskens   | 14    | Union Saint-Gilloise     | België   |

1895/96 · 1896/97 · 1897/98 · 1898/99 · 1899/00 · 1900/01 · 1901/02 · 1902/03 · 1903/04 · 1904/05 · 1905/06 · 1906/07 · 1907/08 · 1908/09 · 1909/10 · 1910/11 · 1911/12 · 1912/13 · 1913/14 · 1914/15 · 1915/16 · 1916/17 · 1917/18 · 1918/19 · 
1919/20 · 1920/21 · 1921/22 · 1922/23 · 1923/24 · 1924/25 · 1925/26 · 1926/27 · 1927/28 · 1928/29 · 1929/30 · 1930/31 · 1931/32 · 1932/33 · 1933/34 · 1934/35 · 1935/36 · 1936/37 · 1937/38 · 1938/39 · 1939/40 · 1940/41 · 1941/42 · 1942/43 · 1943/44 · 1944/45 · 1945/46 · 1946/47 · 1947/48 · 1948/49 · 1949/50 · 1950/51 · 1951/52 · 1952/53 · 1953/54 · 1954/55 · 1955/56 · 1956/57 · 1957/58 · 1958/59 · 1959/60 · 1960/61 · 1961/62 · 1962/63 · 1963/64 · 1964/65 · 1965/66 · 1966/67 · 1967/68 · 1968/69 · 1969/70 · 1970/71 · 1971/72 · 1972/73 · 1973/74 · 1974/75 · 1975/76 · 1976/77 · 1977/78 · 1978/79 · 1979/80 · 1980/81 · 1981/82 · 1982/83 · 1983/84 · 1984/85 · 1985/86 · 1986/87 · 1987/88 · 1988/89 · 1989/90 · 1990/91 · 1991/92 · 1992/93 · 1993/94 · 1994/95 · 1995/96 · 1996/97 · 1997/98 · 1998/99 · 1999/00 · 2000/01 · 2001/02 · 2002/03 · 2003/04 · 2004/05 · 2005/06 · 2006/07 · 2007/08 · 2008/09 · 2009/10 · 2010/11 · 2011/12 · 2012/13 · 2013/14 · 2014/15 · 2015/16 · 2016/17 · 2017/18 · 2018/19 · 2019/20 · 2020/21· 2021/22 · 2022/23 · 2023/24 · 2024/25